# Greg Tribbett
Gregory Arnold Tribbett Jr más conocido como Greg Tribbett (7 de noviembre de 1968) es el guitarrista de la banda de Metal alternativo estadounidense Mudvayne y del supergrupo Hellyeah. Su hermano Trip Tribbett es el bajista de la banda Dope y el antiguo vocalista de las bandas Twisted Method y Make-Shift Romeo, mientras que su otro hermano es el actual técnico de baterías de Slipknot. Pertenece a Mudvayne desde 1996, y a Hellyeah desde 2003, cuando se unió a su compañero Chad Gray, Vinnie Paul (antiguo batería de Pantera y Damageplan), Tom Maxwell (guitarrista de Nothingface) y Bob Zilla (exbajista de Damageplan). Actualmente es el guitarrista de Audiotopsy, banda formada junto a su compañero batería de Mudvayne.